# Marcos Aurelio
Marcos Aurelio Di Paulo (Buenos Aires, 27 september 1920 – 28 september 1996) was een Argentijns voetballer. Hij speelde als middenvelder.
Marcos Aurelio kwam in 1948 samen met zijn landgenoot Mateo Nicolau bij FC Barcelona. Hij maakte op 22 oktober 1950 tegen UE Lleida het duizendste doelpunt van FC Barcelona in de Primera División. Een vaste waarde werd Marcos Aurelio echter nooit bij de club en in 1951 vertrok de Argentijn. 